# Ieri e oggi (programma televisivo)
Ieri e oggi è stato un programma televisivo di varietà della Rai andato in onda dal 21 novembre 1967 sull'allora Secondo Canale, protraendosi per altre nove edizioni fino al 14 settembre 1980. A 38 anni di distanza, la trasmissione fu nuovamente in onda dal 5 gennaio 2018 al 21 luglio 2019 su Rai 3 in seconda serata con la conduzione di Carlo Conti.

## Caratteristiche
Produzione in cui la televisione parla di se stessa con taglio in un certo senso autoreferenziale, poteva contare sui testi di autori navigati come Leone Mancini e Lino Procacci, che curava anche la regia televisiva (eccetto che nell'edizione del 1972, affidata a Gianni Mario).
Era inserita originariamente nel palinsesto della domenica, programmata in seconda serata (alle ore 22.15) e successivamente al venerdì sempre in seconda serata (alle ore 23.15).
A condurla furono chiamati, nelle varie edizioni, diversi personaggi televisivi: inizialmente Lelio Luttazzi, a cui fecero seguito poi Arnoldo Foà (conduttore per due stagioni), Paolo Ferrari, Mike Bongiorno, Enrico Maria Salerno, Luciano Salce ed infine Carlo Conti.
La trasmissione verte essenzialmente sulla messa in onda, in ciascuna puntata, di spezzoni di trasmissioni televisive del passato (sia da quello ancora relativamente recente, sia dalle trasmissioni degli esordi. Queste ultime un po' meno, in quanto ben raramente erano stati conservati i nastri) della televisione di Stato, riguardanti tre personaggi del mondo dello spettacolo (cinema, musica, teatro e, ovviamente, della stessa televisione) scelti su proposta dei telespettatori stessi, che presenti in studio commentavano la loro precedente esperienza.

## Edizioni
| Edizione | Periodo          | Periodo           | Numero di puntate | Rete tv           | Rete tv             | Conduttore           | Regista                                     |
| Edizione | Inizio           | Fine              | Numero di puntate | Rete tv           | Rete tv             | Conduttore           | Regista                                     |
| -------- | ---------------- | ----------------- | ----------------- | ----------------- | ------------------- | -------------------- | ------------------------------------------- |
| 1ª       | 21 novembre 1967 | 9 aprile 1968     | 21                | Secondo Programma | Secondo Programma   | Lelio Luttazzi       | Lino Procacci                               |
| 2ª       | 5 ottobre 1969   | 4 gennaio 1970    | 15                | Secondo Programma | Secondo Programma   | Lelio Luttazzi       | Lino Procacci                               |
| 3ª       | 12 marzo 1972    | 25 giugno 1972    | 15                | Secondo Programma | Secondo Programma   | Arnoldo Foà          | Lino Procacci, Gianni Mario e Beppe Recchia |
| 3ª       | 12 marzo 1972    | 25 giugno 1972    | 15                | Secondo Programma | Programma Nazionale | Arnoldo Foà          | Lino Procacci, Gianni Mario e Beppe Recchia |
| 4ª       | 3 giugno 1973    | 26 agosto 1973    | 13                | Secondo Programma | Secondo Programma   | Arnoldo Foà          | Lino Procacci, Gianni Mario e Beppe Recchia |
| 5ª       | 14 novembre 1974 | 30 gennaio 1975   | 12                | Secondo Programma | Secondo Programma   | Paolo Ferrari        | Lino Procacci                               |
| 6ª       | 4 marzo 1976     | 15 giugno 1976    | 15                | Secondo Programma | Secondo Programma   | Mike Bongiorno       | Lino Procacci                               |
| 7ª       | 6 agosto 1978    | 8 ottobre 1978    | 9                 | Secondo Programma | Secondo Programma   | Enrico Maria Salerno | Lino Procacci                               |
| 8ª       | 8 luglio 1979    | 2 settembre 1979  | 9                 | Secondo Programma | Secondo Programma   | Luciano Salce        | Lino Procacci                               |
| 9ª       | 29 giugno 1980   | 14 settembre 1980 | 11                | Secondo Programma | Secondo Programma   | Luciano Salce        | Romolo Siena                                |
| 10ª      | 5 gennaio 2018   | 16 marzo 2018     | 9                 | Rai 3             | Rai 3               | Carlo Conti          | Paolo Beldì                                 |
| 11ª      | 16 giugno 2019   | 21 luglio 2019    | 6                 | Rai 3             | Rai 3               | Carlo Conti          | Paolo Beldì                                 |

## Dettaglio

### 1967 / 1968
Nelle 21 puntate del primo ciclo, trasmesse dal 21 novembre 1967 al 9 aprile 1968, Lelio Luttazzi condusse il programma con uno stile amichevole e informale, e una particolare attenzione per gli ospiti musicisti e cantanti dovuta alla sua passione per il jazz e lo swing e dalla conoscenza della musica leggera contemporanea, acquisita dalla conduzione di Hit parade alla radio: durante una puntata si esibì in un duetto jazz al piano con Johnny Dorelli; in un'altra duettò con il vibrafonista americano Lionel Hampton.
Le registrazioni video venivano riviste dagli ospiti attraverso un normale televisore posto in un colonnotto decorato.
Era prevista anche una caccia all'errore con la riproposizione di uno spezzone estraneo alla trasmissione presa in esame. La scaletta del programma era comunque elastica e poteva variare di volta in volta, e prevedeva anche una sorta di processo ad una trasmissione storica della RAI; ad esempio in una delle prime puntate venne 'processata' la Domenica Sportiva condotta all'epoca da Enzo Tortora.
Alla cantante Daisy Lumini era affidata la sigla di chiusura e una sezione detta del cantastorie in cui si esibiva assieme al chitarrista Antonio Mastino.
Tra gli ospiti: Adriano Celentano, Giorgio Albertazzi, Sandra Mondaini, Miranda Martino, Giorgio Gaber, Raffaella Carrà, Franca Valeri, Gloria Christian, Claudio Villa, Carlo Dapporto, Evi Maltagliati, Little Tony, Jula de Palma, Spartaco D'Itri, Enzo Tortora, Johnny Dorelli, Liana Orfei, Alberto Lionello, Gigliola Cinquetti, Paolo Carlini, Nini Rosso, Mascia Cantoni, Ric e Gian, Marcello Marchesi, Raffaele Pisu, Nilla Pizzi, Gino Bartali, Marisa Del Frate, Cosetta Greco, Raimondo Vianello, Ugo Tognazzi, Betty Curtis, Corrado, Iva Zanicchi, Vittorio Pozzo, Aldo Giuffré, Lina Volonghi, Carlo Campanini, Fausto Cigliano, Nuto Navarrini, Topo Gigio, Bice Valori, Ercole Baldini, Tony Dallara, Milva, Anna Moffo, Lionel Hampton, Mike Bongiorno, Eugenio Danese, Domenico Modugno, Aldo Fabrizi, Alberto Lupo, Edoardo Vianello, Wilma Goich, Nanni Loy, Paolo Stoppa, Ornella Vanoni, Lauretta Masiero, Ugo Gregoretti, Caterina Caselli, Enrico Maria Salerno, le Gemelle Kessler, Sante Gaiardoni, Wanda Osiris, Alberto Bonucci, Isabella Biagini, Peppino De Filippo, Luigi De Filippo, Rita Pavone.

### 1969 / 1970
Ancora Lelio Luttazzi fu il presentatore delle 14 puntate trasmesse dal 5 ottobre 1969 al 4 gennaio 1970 in uno studio dalla scenografia più essenziale rispetto alla stagione precedente. Lelio Luttazzi riprese ancora durante il programma le improvvisazioni jazzistiche al piano, duettando con il chitarrista Franco Cerri e con il pianista e presentatore Enrico Simonetti; in una puntata Pippo Baudo sostituì Luttazzi.

### 1972
Furono 15 puntate programmate tra il 12 marzo e il 25 giugno 1972. Arnoldo Foà fu il nuovo conduttore, simpaticamente caustico e provocatorio nel rivolgersi agli ospiti.
Rivoluzione nella scenografia: le registrazioni del passato vennero proiettate su un grande schermo, ai lati del quale erano visibili i ritratti fotografici degli ospiti.
Tra gli ospiti: Orietta Berti, Paolo Villaggio, Lea Massari, Ave Ninchi, Ugo Pagliai, Lara Saint Paul, Mario Soldati, Paolo Panelli, Bice Valori, Ottavia Piccolo, Nino Ferrer, Anna Maestri, Ric e Gian, Albano e Romina Power, Ubaldo Lay, Enrico Simonetti, Peppino Di Capri, Giuliana Lojodice, Aroldo Tieri, Franca Valeri, Lino Toffolo, Katyna Ranieri, Giulia Lazzarini, Isabella Biagini, Cochi e Renato, Marcella Pobbe, Paolo Ferrari, Enzo Jannacci, Paola Pitagora, Sandra Mondaini e Raimondo Vianello, Caterina Caselli, Gino Bramieri, Loretta Goggi, Minnie Minoprio, Luciano Salce, Ernesto Calindri, Lauretta Masiero, Annie Gorassini, Sergio Endrigo, Enrico Montesano, Renato Greco, Olga Villi.

### 1973
Le 13 puntate tra il 13 giugno e il 26 agosto 1973 videro ancora Arnoldo Foà come padrone di casa.
Tra gli ospiti: Giancarlo Giannini, Bruno Lauzi, Valeria Valeri, Rossano Brazzi, Marisa Merlini, Rita Pavone, Johnny Dorelli, Catherine Spaak, Angela Luce, Raffaele Pisu, Mario Pisu, Renzo Palmer, Pippo Baudo, Sylva Koscina, Alberto Lionello, Valeria Fabrizi, Paolo Poli, Nino Taranto, Pino Caruso, Lia Zoppelli, Claudio Villa, Rosanna Fratello, Nando Gazzolo, Tino Scotti, I Gufi, Evi Maltagliati, Milva, Carlo Dapporto, Alberto Lupo, Nada, Albano, Ilaria Occhini, Elio Pandolfi, Antonella Steni, Mac Ronay, Aldo Fabrizi, Marina Malfatti.

### 1974 / 1975
Furono 12 puntate, tra il 14 novembre 1974 e il 30 gennaio 1975. L'attore Paolo Ferrari prese il posto di Foà.

### 1976
15 puntate tra il 4 marzo e il 15 giugno 1976. Mike Bongiorno condusse il programma con la consueta professionalità: preparava scrupolosamente le interviste leggendo numerose notizie biografiche sugli ospiti nei giorni precedenti la registrazione del programma, stupendo gli stessi per i tanti aneddoti sulla loro vita che neppure ricordavano. In una puntata l'ospite atteso Walter Chiari non si presentò in studio, lasciando in grande imbarazzo Mike che si scusò con i telespettatori: durante l'ultima puntata della stagione l'attore cercò di giustificarsi raccontando di essere stato costretto a disertare il programma per i troppi impegni improvvisi.

### 1978
9 puntate tra il 6 agosto e l'8 ottobre 1978. Per la prima volta il programma venne trasmesso a colori. L'attore Enrico Maria Salerno era il padrone di casa dall'abbigliamento casual e dai modi affabili che concludeva ogni puntata salutando il pubblico con la frase: "La salute innanzitutto". Il pubblico era disposto a semicerchio vicino agli ospiti.

### 1979
9 puntate tra l'8 luglio e il 2 settembre 1979. Presentatore il regista Luciano Salce, dal fare ironico e salace. La scenografia era molto simile all'edizione precedente, ma cambiarono i colori: bianco e marrone scuro.

### 1980
11 puntate tra il 29 giugno e il 14 settembre 1980. Luciano Salce rimase come presentatore, ma per la prima volta cambiò il regista: Romolo Siena subentrò a Lino Procacci. Lo studio divenne più ampio e luminoso con una scenografia grigio chiara e parti decorate che richiamavano le opere di Victor Vasarely. Al posto del grande schermo centrale, compare un chroma key.

### 2018
9 puntate tra il 5 gennaio e il 16 marzo 2018.
Dopo quasi quattro decenni dall'ultima puntata il programma torna in onda su Rai 3 con la conduzione di Carlo Conti e la regia di Paolo Beldì. Gli ospiti della prima puntata sono Enrico Montesano e Rita Pavone. La puntata cattura l'attenzione di 1 259 000 telespettatori e ottiene uno share dell'8,59%. 

### 2019
Nuovo ciclo condotto da Carlo Conti nell'estate nel 2019. 6 puntate tra il 16 giugno e il 21 luglio 2019.

## Spin-off

### C'era una volta...
Nel 1977, Ieri e oggi non fu trasmesso, ma al suo posto venne creata la trasmissione C'era una volta..., trasmessa solo quell'anno e condotta da Alberto Lupo. La proposta di questo programma era sempre quella di riportare alla luce vecchie trasmissioni della tv italiana, ma senza la necessaria presenza in studio dei personaggi che vi apparivano. Nell'ultima puntata di C'era una volta..., la trasmissione protagonista fu proprio Ieri e oggi.

### Ieri, oggi e... domani?
Dal 1º luglio 1993 Rai 3 ha riproposto una sorta di spin-off del programma in otto puntate dal titolo Ieri, oggi e... domani?, scritto da Enrico Vaime e condotto dallo stesso Vaime con Simona Marchini e la partecipazione di Gianni Minà.

### Ieri e oggi, il varietà
Nella stagione 1996-1997 Giancarlo Magalli ha condotto su Rai 1 due cicli di trasmissioni intitolati Ieri e oggi, il varietà nei quali, riprendendo la formula classica del programma, ospitava in studio 2 personaggi dello spettacolo, e ripercorreva con loro, attraverso vari filmati le rispettive carriere. La regia del programma era affidata a Leone Mancini.
Il primo ciclo di trasmissioni ha preso il via il 13 dicembre alle 22.40 su Rai 1. Nella prima puntata furono ospiti Sandra Mondaini e Fabrizio Frizzi. Nelle serate successive venne ripercorsa la carriera di Lino Banfi, Marisa Laurito, Leo Gullotta, Andrea Roncato, Francesca Reggiani, Alba Parietti, Nino Frassica e delle gemelle Kessler.